# 福間就政
福間 就政（ふくま なりまさ）は、江戸時代の武士。毛利氏家臣で長州藩士。児玉景唯の次男で、福間元之の婿養子となる。知行は200石。

## 生涯
毛利氏家臣・児玉景唯の次男として生まれる。
寛永16年（1639年）2月23日、男子のいなかった福間元之の養女・つちと婚姻して元之の婿養子となった。なお、婚姻に際して毛利秀就は就政とつちのそれぞれに書状を出し、もし就政とつちが離縁することがあった場合は非の無かった方に元之の旧知行200石を与えると言い含めている。
以後、就政は毛利秀就、綱広の二代に仕え、万治2年（1659年）11月2日に死去。子の種之が後を継いだ。